# Абдель Хак Ашик
Абдель Хак Ашик (араб. عبد الحق عشيق, англ. Abdelhak Achik; 11 березня 1959, Касабланка) — марокканський боксер, бронзовий призер Олімпійських ігор 1988.
Брат — Мухаммед Ашик, теж боксер, бронзовий призер Олімпійських ігор 1992.

## Спортивна кар'єра
1977 року Абдель Хак Ашик ввійшов до складу збірної Марокко і більше десяти років брав участь в різноманітних міжнародних турнірах.
На Олімпійських іграх 1988 він переміг Франсиска Авелара (Сальвадор) — 4-1, Омара Катарі (Венесуела) — KO-1, Лю Донг (Китай) — KO-1, а у півфіналі програв Джованні Парізі (Італія) — AB-1 (02:33) і отримав бронзову медаль. Медаль Абдель Хак Ашика стала першою олімпійською нагородою Марокко в змаганнях боксерів.
На чемпіонаті світу 1989 Абдель Хак Ашик програв в другому бою Киркору Киркорову (Болгарія).